# 奉納プロレス
奉納プロレス（ほうのうプロレス）は、神社の境内で開催しているプロレス興行。1910年にプロレス興行が靖国神社相撲場で開催された歴史もあるプロレスの聖地に位置づけて開催されている。

## 日本プロレス
力道山が率いる日本プロレスが1961年4月23日に靖国神社例大祭のイベントとして1度開催。所属選手26名で参拝をした後、相撲場に特設リングを設置して試合を開始した。15,000人もの大観衆を集め、成功を収めた。なお、この興行には力道山は出場しておらず、バトルロイヤルの特別レフェリーとしてのみリングに上がっている。力道山のみならず豊登や遠藤幸吉などといった当時のメイン級は出場しない若手中心の興行であったが、後に日本プロレス界を牽引することになるアントニオ猪木（当時は猪木完至）とジャイアント馬場（当時は馬場正平）がそれぞれ2試合出場している。

### 試合結果
第1試合
- ○林牛之助 9分14秒片腕固め 長谷川丹治×

第2試合
- ○竹下民夫 10分35秒体固め 平井光明×

第3試合
- ○田中忠治 13分42秒首固め 猪木完至×

第4試合8人参加バトルロイヤル
- ○田中忠治 21分40秒体固め 平井光明×
  - （※他は林牛之助、長谷川丹治、竹下民夫、大坪清隆、吉原功、猪木完至）

第5試合
- ○大坪清隆 7分逆エビ固め 桂浜×

第6試合
- ○馬場正平 6分20秒体固め 大木金太郎×

第7試合ミゼットプロレス
- ○ビリー・ザ・キッド 22分46秒体固め トム・サム×

第8試合タッグマッチ（45分3本勝負）
- ○土佐ノ花&長沢秀幸 2-0 馬場正平&大木金太郎×

## プロレスリングZERO1
上記の日本プロレスでの興行を最後に靖国での奉納プロレスは長らく途絶えていたが、2005年4月10日にプロレスリングZERO1（当時はプロレスリングZERO1-MAX）により、「大和神州ちから祭り」として、44年ぶりに復活させた。翌年以降も行われ、毎年春の恒例イベントとして定着している。

### エピソード
2005年
- 第2試合はプロレスvs中国拳法の異種格闘技戦（浪口修VS王拳聖）。王の異種格闘技戦は2007年まで続いた。
- 第4試合・佐藤耕平VS佐々木健介の前には、サプライズゲストとして全日本プロレスの武藤敬司社長が来場。第4試合をリングサイドで見守った。試合後、佐々木のセコンドに付いていた中嶋勝彦がリングサイドで観戦していた村浜武洋にタッグ結成を呼びかけ、承諾する場面もあった。なお、村浜はその後ZERO1-MAXと契約している。
- メインイベントでAWA世界ヘビー級選手権が行われ、大森隆男が挑戦者横井宏考をアックスボンバー→片エビ固めで退け王座を防衛した。
- 全試合終了後に小川直也が登場し、ハッスルポーズを決めた。

2006年
- 第2試合の6人タッグにアメージング・コングが参戦。奉納プロレス史上初の女子選手参戦となった。
- 第3試合では、3度目の現役復帰となる大仁田厚が自身提供の6人タッグとして出場。
- セミファイナルではNWAインターコンチネンタルタッグ王者のスティーブ・コリノ&Y2P-160kg組が佐藤耕平&崔領二組とノンタイトルで対戦するが、時間切れ引き分け。
- メインイベントでは大森隆男が大谷晋二郎の持つAWA世界ヘビー級王座に挑戦。アックスボンバー→片エビ固めで王座奪取に成功。

2007年
- 第1試合は前年10月に旗揚げされた女子部門であるプロレスリングSUN提供試合として奉納プロレス初の女子プロレスマッチが行われた。（高橋奈苗&Hikaru組VS夏樹☆たいよう&前村早紀組）
- 第2試合ではNOAH、第4試合ではディック東郷率いるFECとの対抗戦が組まれた。
- メインは大谷晋二郎VS崔領二戦。なお、この年のみタイトルマッチがなかった。

2008年
- 第4試合は日本・ネパール友好記念試合として「ネパールの英雄」ヒマラヤンタイガーらが来日初試合を行った。
- 第5試合は「場外カウント・反則裁定なし・エニウェアフォールマッチ」としてザ・グレート・サスケがザ・グレート・オオタニシンジロウと組み、藤田ミノル&菅原拓也組と対戦。
- セミファイナルのソード軍vsアックス軍6人タッグマッチには大相撲の元横綱・曙太郎が初参戦。2000年の奉納相撲以来8年ぶりとなる靖国にプロレスラーとして立つことになった。
- メインは世界ヘビー級選手権を兼ねたソード軍vsアックス軍頂上対決で、ソード軍の王者田中将斗がスライディングD→片エビ固めでアックス軍大森隆男に勝利。

2009年
- 第5試合の田中将斗&関本大介組VS藤田ミノル&菅原拓也組はストリートファイトマッチとなった。
- 第6試合は「奉納キックボクシング」と称したキックボクシングエキシビションマッチ。
- メインイベントは世界ヘビー級選手権。挑戦者崔領二が王者大谷晋二郎をスカイキック→片エビ固めで下し王座奪取に成功。試合後、崔が出演していたバラエティ番組「あいのり」のメンバーに祝福された。

2010年
- 第3試合は「世界のプロレスシリーズ相撲vs空手」と題して、曙（&澤宗紀）と空手出身のジェラルド・ゴルドー（&崔領二）のタッグマッチが組まれた。
- 第4試合終了後、坂田“ハッスル”亘が来場し、4月30日の新生「ハッスル」PRした。
- セミファイナルでは大谷晋二郎&越中詩郎の「アメトーーク」タッグが登場。田中将斗&関本大介組に勝利した。
- メインの世界ヘビー級選手権では佐藤耕平がジャーマンスープレックスホールドで川田利明を下し王座奪取に成功。

2011年（春）
- 両国大会に続く10周年記念と3月11日に発生した東日本大震災復興チャリティーをかねて開催。
- 第1試合で藤田峰雄がマスクマン「美熊」として参戦し、6人タッグで自力勝利。5月にマスクを脱ぎZERO1入団。
- 第5試合はNWAライトタッグ選手権。王者の菅原拓也&怪人・ハブ男組が日高郁人&澤宗紀組の挑戦を退けた。
- 第6試合はスペシャルタッグマッチ「師弟 対 親子」と題して、両国大会でデビューしたばかりの橋本大地が大谷晋二郎と組み、ビッグバン・ベイダー、ジェシー・ホワイト親子と対戦、橋本がベイダーのビッグバンクラッシュに屈する。
- メインイベントはノンタイトルのタッグマッチ、田中将斗&関本大介組vs佐藤耕平&崔領二組。佐藤のジャーマンスープレックスホールドが田中に決まる。

2011年（秋）
- この年は東日本大震災復興チャリティーとして10月2日にも開催した。大会名は「プロレス：I（アイ）」。アーティストリレーションズの三上靖史会長がプロデュースした。
- 第4試合はNWA世界ジュニアヘビー級選手権。王者のクレイグ・クラシックが澤宗紀に勝利して22度目の防衛に成功。
- 第5試合は橋本大地が父でありゼロワン創設者でもある橋本真也の付き人を務めた新日本プロレスの天山広吉とシングルで対戦し、敗れる。天山はこれがZERO1初参戦。
- メインイベントは6人タッグマッチ、大谷晋二郎&曙&日高郁人組vs田中将斗&崔領二&スペル・クレイジー組。大谷がクレイジーからスパイラルボムで勝利。

2019年
- 「靖国神社創設150年記念奉納プロレス第17回大和神州ちから祭り」として、10月26日に靖国神社で開催。アントニオ猪木が特別ゲストとして登壇した[1]。

2020年
- この年は3月29日に開催される予定であったが、新型コロナウイルス流行の影響で当初の日程から半年延期されて「奉納プロレス15周年記念大会 第18回大和神州ちから祭り」として、11月3日に靖国神社で開催[2]。この日は前田日明がゲストとして登場した[3]。

2021年
- この年は開催日が再び3月に戻った。この年は「奉納プロレス 第19回大和神州ちから祭りスペシャル～プロレスオールスター大チャリティー祭り～」として、3月27日に靖国神社で開催。
- この興行では全日本プロレスの諏訪魔、プロレスリング・ノアの清宮海斗、また女子プロレスのジャガー横田など他団体の選手も出場[4]